# 사북 사건
사북 사건(舍北事件) 또는 사북탄광 노동항쟁(舍北炭鑛勞動抗爭, 영어: Sabuk Coal Mine Labor Struggle)은 1980년 4월 21일 강원도 정선군 사북읍에 위치한 동원탄좌 사북광업소에서 노사간의 극심한 갈등이 발단이 되어 일어난 노동운동, 민주화운동이다.

## 배경
1980년 동원탄좌는 국내 최대의 민영탄광이었다. 전국 채탄량의 9%, 하청 탄광까지 포함하면 11%를 차지했다. 그러나 당시 탄광의 상황은 매우 열악했다. 갱도 매몰사고가 빈번하게 일어났고 진폐증에 시달리는 광부가 허다했다. 높은 노동 강도 때문에 도시 노동자에 비해서는 임금을 더 받았으나 그조차도 당시 최저 생계비에 미치지 못하는 월평균 15만 5천원이었다.
정부는 70년대에 일어난 오일쇼크의 여파를 극복하기 위해서 석탄산업 육성정책을 실시하고 있었다. 빠른 산업 육성을 목표로 하니 노동자의 생활을 더욱 피폐해져 갔다. 이러한 상황에서 노동자들이 쟁의하게 된 발단은 어용노조였다. 당시 동원탄좌의 어용노조는 전과자와 불량배 출신으로 이루어져 있었다. 이들은 사측의 입맛에 맞게 행동했으며, 노조 지부장으로 이재기를 선출했다.

## 전개
1980년 4월 16일 노사분규가 일어났고 18일부터 노동자들은 임금인상과 어용노조 지부장의 사퇴를 요구했다. 그러나 사측은 이들의 요구를 듣지 않고 경찰을 개입시켰다. 경찰은 어용노조와 회사 측을 두둔하며 편파적으로 행동했다. 이러한 상황에 어용노조 지부장 이재기가 도망을 치자 사태는 급물살을 탄다.
4월 21일 노동자와 그들의 가족 6,000여 명이 시위를 벌였다. 그 과정에서 노동자가 경찰차에 치이는 등 유혈 사태가 벌어졌다. 결국 탄광 노동자들의 불만은 극에 달해 1980년 4월 21일부터 24일까지 4일 동안 사북읍 시가지를 점거하고 시위를 벌였다. 공권력이 무력화되고 경찰과의 유혈사태가 일어났다. 경찰서가 점령 되었으며 도망친 이재기 지부장을 추적하려 그의 아내에게 폭력을 행사하기도 했다. 그러나 질서를 유지하려는 노력도 어느정도 수반되었다.
24일 노·사·정 대표가 합의에 도달했다. 여야정치인들이 현장을 다녀가고 사태가 평화적으로 수습되는 듯 보였다. 그러나 사태가 진정되자 당시 계엄사령부는 합의를 깨고 사건 관련자와 그들의 가족 81명을 군법회의에 송치하였다. 계엄사령부는 이들에게 모진 고문과 구타, 성고문 등을 가하며 자백을 요구했다. 이 과정에서 피해자들은 유산과 심각한 신체적, 정신적 후유증을 얻고 2~3년간 감옥생활을 했다. 이후 진상규명을 통해 밝혀진 사실에 따르면, 조사 전에 미리 주동자 명단을 작성해 ‘짜맞추기 수사’를 벌인 것으로 드러났다.

## 사건 이후
사북사태이후 1980년 10월 전두환 전 대통령이 사북광업소에 방문해서 열악한 광부들의 처우개선하겠다고 약속을 했다. 그러나 사북광업소 광부들의 항쟁은 1987년 6월 민주항쟁과 7월 노동자 대투쟁의 기폭제 역할을 했다.
하지만, 1980년대 석유 공급과잉여파로 국제유가 폭락 및 국민소득 향상으로 연탄 소비량이 감소하자, 1987년 10월 13일 정부는 석탄산업합리화 대책을 발표했다. 그 결과, 대규모 구조조정으로 영세탄광들이 폐광되었고 사북광업소는 2004년 10월 23일 공식적으로 문을 닫았다.
1993년 2월 김영삼 정부에 이어 김대중 정부로 이어지자 본격적으로 사북 사태의 진상규명 요구가 나왔다.
2005년 국무총리 소속 민주화운동 관련자 명예회복 및 보상심의위원회는 사북사건 당시 항쟁지도부였던 이원갑 씨와 신경 씨 등 2명의 명예회복 신청을 받아들여 민주화운동 관련 인정자로 확정ㆍ발표하였다. 또 2008년 4월 진실ㆍ화해를 위한 과거사 정리위원회는 당시 연행ㆍ구금된 관련자와 가족들에게 행해진 인권침해와 가혹행위에 대해 국가의 사과를 권고하였다.
그리고 2015년 2월 서울고법 형사6부(재판장 김상환)는 사북항쟁을 주도했다는 이유로 각각 징역 2년에 집행유예 3년과 징역 2년을 선고받았던 이원갑 씨와 신경 씨의 재심에서 무죄를 선고했다.